# Variant av särskild betydelse
Termen variant av särskild betydelse, variant of concern (VOC) är en kategori som används när mutationer i receptor-bindande domänet (rbd) signifikant ökar bindandeförmågan (t.ex. N501Y) i RBD-hACE2-komplexet (genetisk data), när den samtidigt kan sammankopplas till en snabb betydande ökning bland människor (epidemiologisk data).

## Kriterium under covid-19-pandemin
Under covid-19-pandemin har följande kriterier använts, för att bedöma vilka varianter som är av särskild betydelse.
- Mer smittsam
- Ökad mortalitet
- Ökad morbiditet
- Ökad risk för långtidscovid
- Förmågan att vara gömd i diagnostiska tester[förtydliga]
- Minskad känslighet mot antivirala medel
- Minskad känslighet mot neutralisering av antikroppar
- Förmågan att kringgå naturlig immunitet
- Förmågan att smitta vaccinerade personer
- Ökad risk för vissa sjukdomar, såsom systemiskt inflammationsresponssyndrom
- Ökad affinitet för särskilda demografiska eller kliniska grupper, såsom barn eller personer som lider av immunsuppression

## Exempel

### Kanada
Sedan den 12 maj 2021 följde Kanada utvecklingen av tre stycken varianter av särskild betydelse, B.1.1.7, B.1.351 och P.1.

### Sverige
Sedan den 17 maj 2021 följde Sverige utvecklingen av fyra stycken varianter av särskild betydelse, B.1.1.7, B.1.351, P.1 och B.1.1.7 med E484K.

### Storbritannien
Sedan den 5 mars 2021 följde Storbritannien åtta varianter av särskild betydelse, fyra med benämningen VOC, Variant of Concern (Variant av särskild betydelse) och fyra med benämningen VUI, Variant under Investigation (Variant under utredning) från Public Health England.
I mars 2021 bytte PHE sitt datumformat i benämningarna till [ÅR][MÅNAD]-[NUMMER], där månad är en tresiffrig kod.

### USA
Sedan februari 2021 i en artikel publicerad i JAMA (The Journal of the American Medical Association) beskrivs tre 'varianter av särskild betydelse': B.1.1.7, B.1.351 och P.1. Centers for Disease Control and Prevention (CDC) spårar också B.1.427 och B.1.429 som varianter av särskild betydelse.